# Marko Krivičić
Marko Krivičič (Capodistria, 1º febbraio 1996) è un calciatore sloveno, centrocampista svincolato.

## Caratteristiche tecniche
Può essere impiegato sia da trequartista che da regista.

## Carriera

### Club
Il 20 maggio 2015, grazie alla vittoria sul Celje, si aggiudica la Coppa di Slovenia. A questo successo seguirà quello della Supercoppa di Slovenia il 5 luglio seguente. Il 9 luglio esordisce nelle competizioni europee, subentrando nei minuti di recupero al posto di Goran Galešić in occasione della sfida disputata contro il Víkingur, valida per il primo turno preliminare di UEFA Europa League.
Il 31 agosto 2015 passa in prestito con diritto di riscatto al Bologna con accordo per altri quattro anni con i rossoblu in caso di riscatto.

### Nazionale
Ha giocato nelle nazionali giovanili slovene Under-17 ed Under-19.
Il 2 giugno 2015 esordisce da titolare con la selezione Under-21 del proprio paese, nell'amichevole vinta 3-0 contro la Grecia. Una settimana dopo prende parte alla gara tra Slovenia e Andorra (vittoria per 4-0), valevole per le qualificazioni all'Europeo Under-21 2017.

## Statistiche

### Presenze e reti nei club
Statistiche aggiornate al 14 maggio 2022.
| Stagione            | Squadra             | Campionato          | Campionato | Campionato | Coppe nazionali | Coppe nazionali | Coppe nazionali | Coppe continentali | Coppe continentali | Coppe continentali | Altre coppe | Altre coppe | Altre coppe | Totale | Totale |
| Stagione            | Squadra             | Comp                | Pres       | Reti       | Comp            | Pres            | Reti            | Comp               | Pres               | Reti               | Comp        | Pres        | Reti        | Pres   | Reti   |
| ------------------- | ------------------- | ------------------- | ---------- | ---------- | --------------- | --------------- | --------------- | ------------------ | ------------------ | ------------------ | ----------- | ----------- | ----------- | ------ | ------ |
| 2014-2015           | Koper               | 1. SNL              | 10         | 0          | CS              | 1               | 0               | UEL                | -                  | -                  | -           | -           | -           | 11     | 0      |
| lug.-ago. 2015      | Koper               | 1. SNL              | 7          | 0          | CS              | 0               | 0               | UEL                | 2                  | 0                  | SS          | 1           | 0           | 10     | 0      |
| ago. 2015-2016      | Bologna             | A                   | 0          | 0          | CI              | 0               | 0               | -                  | -                  | -                  | -           | -           | -           | 0      | 0      |
| 2016-2017           | Koper               | 1. SNL              | 18         | 0          | CS              | 0               | 0               | -                  | -                  | -                  | -           | -           | -           | 18     | 0      |
| lug.-ago. 2017      | Koper               | 1. SNL              | 0          | 0          | CS              | 1               | 0               | -                  | -                  | -                  | -           | -           | -           | 1      | 0      |
| Totale Koper        | Totale Koper        | Totale Koper        | 35         | 0          |                 | 2               | 0               |                    | 2                  | 0                  |             | 1           | 0           | 40     | 0      |
| 2017-2018           | Dekani              | 2. SNL              | 21         | 5          | CS              | 0               | 0               | -                  | -                  | -                  | -           | -           | -           | 21     | 5      |
| 2018-2019           | Tabor Sežana        | 2. SNL              | 27+2       | 1+0        | CS              | 0               | 0               | -                  | -                  | -                  | -           | -           | -           | 29     | 1      |
| 2019-2020           | Tabor Sežana        | 1. SNL              | 24         | 3          | CS              | 1               | 0               | -                  | -                  | -                  | -           | -           | -           | 25     | 3      |
| 2020-2021           | Tabor Sežana        | 1. SNL              | 22         | 2          | CS              | 0               | 0               | -                  | -                  | -                  | -           | -           | -           | 22     | 2      |
| 2021-2022           | Tabor Sežana        | 1. SNL              | 20+2       | 3+0        | CS              | 1               | 0               | -                  | -                  | -                  | -           | -           | -           | 23     | 3      |
| Totale Tabor Sežana | Totale Tabor Sežana | Totale Tabor Sežana | 93+4       | 9+0        |                 | 2               | 0               |                    | -                  | -                  |             | -           | -           | 99     | 9      |
| 2022-2023           | Erzeni              | KS                  | 0          | 0          | CA              | 0               | 0               | -                  | -                  | -                  | -           | -           | -           | 0      | 0      |
| Totale carriera     | Totale carriera     | Totale carriera     | 149+4      | 14+0       |                 | 4               | 0               |                    | 2                  | 0                  |             | 1           | 0           | 160    | 14     |

## Palmarès

### Club

#### Competizioni nazionali
- Coppa di Slovenia: 1

Koper: 2014-2015
- Supercoppa di Slovenia: 1

Koper: 2015